# Kašperské Hory
Kašperské Hory (Duits: Bergreichenstein) is een Tsjechische stad in de regio Pilsen, en maakt deel uit van het district Klatovy.
Kašperské Hory telt 1584 inwoners (2006).
Kašperské Hory is ontstaan op het einde van de 13de eeuw als een nederzetting van goudzoekers. Reeds in 1345 kreeg de plaats stadsrechten van koning Jan van Luxemburg. Kašperské Hory (toen nog Bergreichenstein) vormde samen met het lager gelegen Rejštejn (Unterreichenstein) één gemeente Reichenstein, met een gemeenschappelijke kerk, de gotische sv. Mikulas (St. Nicolaaskerk) uit 1430.

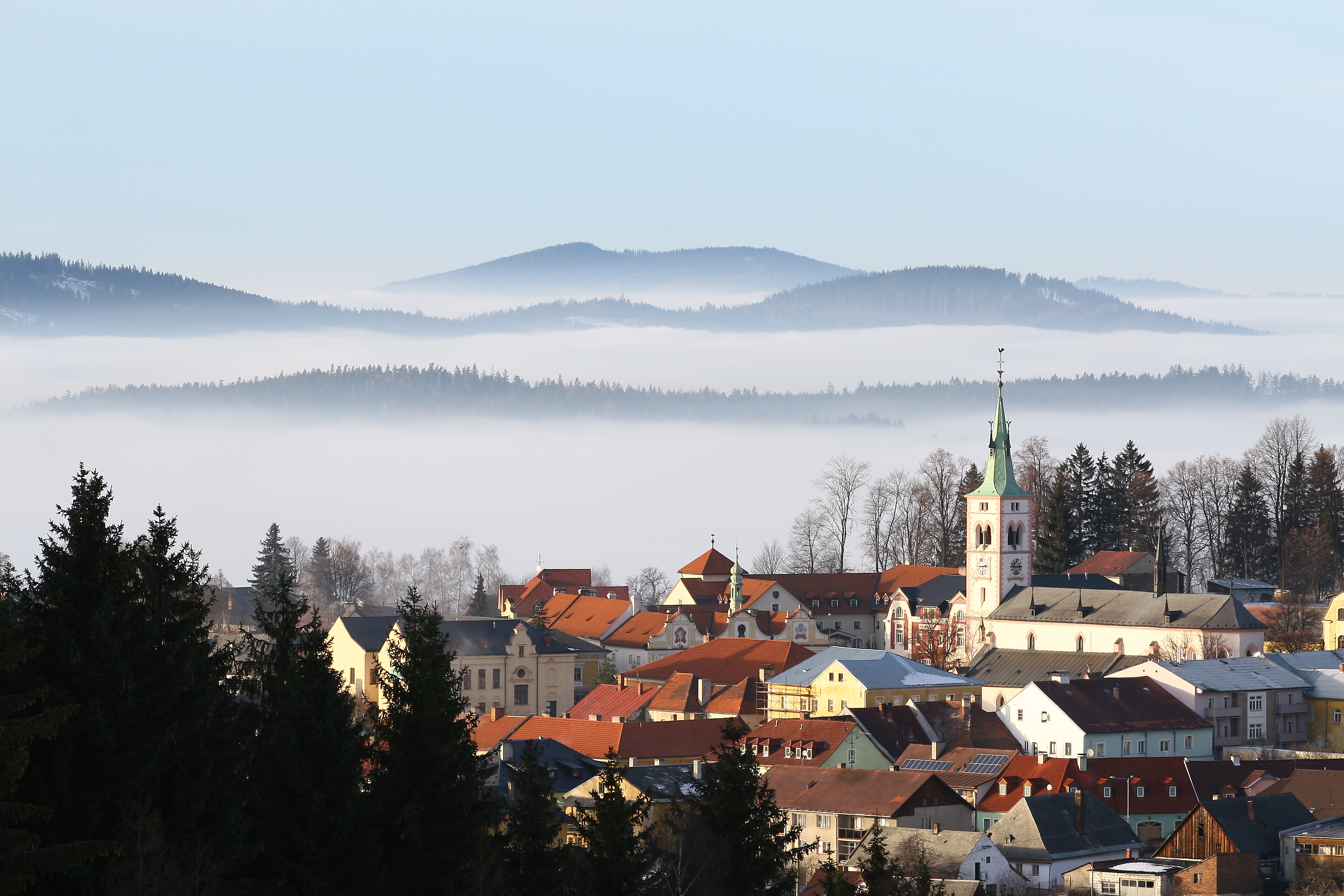
Kašperské Hory met Sint-Margarethakerk

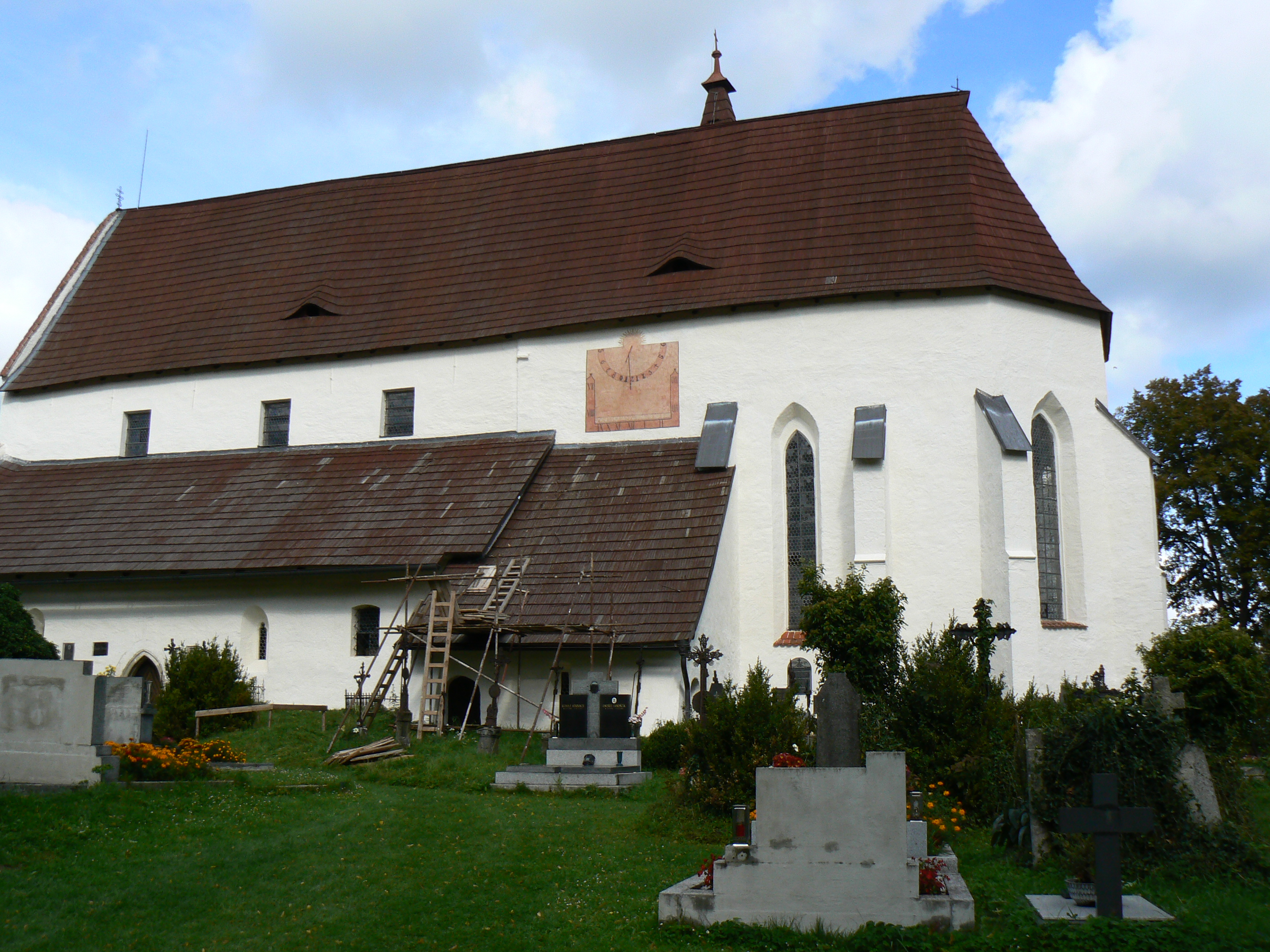
Sint-Nicolaaskerk, Kašperské Hory

De stad lag op de kruising van de goudzoekersroute en de zoutroute van Passau naar Bohemen en putte daaruit haar rijkdom.
Kašperské Hory was tot 1945 een plaats met een overwegend Duitstalige bevolking. Na de Tweede Wereldoorlog werd de Duitstalige bevolking verdreven.
Běhařov ·
Běšiny ·
Bezděkov ·
Biřkov ·
Bolešiny ·
Břežany ·
Budětice ·
Bukovník ·
Čachrov ·
Černíkov ·
Červené Poříčí ·
Číhaň ·
Čímice ·
Dešenice ·
Dlažov ·
Dlouhá Ves ·
Dobršín ·
Dolany ·
Domoraz ·
Dražovice ·
Frymburk ·
Hamry ·
Hartmanice ·
Hejná ·
Hlavňovice ·
Hnačov ·
Horažďovice ·
Horská Kvilda ·
Hrádek ·
Hradešice ·
Chanovice ·
Chlistov ·
Chudenice ·
Chudenín ·
Janovice nad Úhlavou ·
Javor ·
Ježovy ·
Kašperské Hory ·
Kejnice ·
Klatovy ·
Klenová ·
Kolinec ·
Kovčín ·
Křenice ·
Kvášňovice ·
Lomec ·
Malý Bor ·
Maňovice ·
Měčín ·
Mezihoří ·
Mlýnské Struhadlo ·
Modrava ·
Mochtín ·
Mokrosuky ·
Myslív ·
Myslovice ·
Nalžovské Hory ·
Nehodiv ·
Nezamyslice ·
Nezdice na Šumavě ·
Nýrsko ·
Obytce ·
Olšany ·
Ostřetice ·
Pačejov ·
Petrovice u Sušice ·
Plánice ·
Podmokly ·
Poleň ·
Prášily ·
Předslav ·
Rabí ·
Rejštejn ·
Slatina ·
Soběšice ·
Srní ·
Strašín ·
Strážov ·
Sušice ·
Svéradice ·
Švihov ·
Tužice ·
Týnec ·
Újezd u Plánice ·
Velhartice ·
Velké Hydčice ·
Velký Bor ·
Vrhaveč ·
Vřeskovice ·
Zavlekov ·
Zborovy ·
Železná Ruda ·
Žihobce ·
Žichovice